# 卡斯特尔 (埃纳省)
卡斯特尔（法語：Castres，法語發音：[kastʁ] ⓘ）是法国上法兰西大区埃纳省的一个市镇，属于圣康坦区。

## 地理
卡斯特尔（49°48'15"N, 3°14'15"E）面积5.71 平方千米，位于法国上法蘭西大區埃纳省，该省份为法国北部内陆省份，北起北部省，西接索姆省和瓦兹省，东临阿登省和马恩省，西南至塞纳-马恩省，东北部与比利时接壤。
与卡斯特尔接壤的市镇（或旧市镇、城区）包括：孔泰斯库尔、达隆、大埃西尼、方丹莱克莱尔、格吕日。

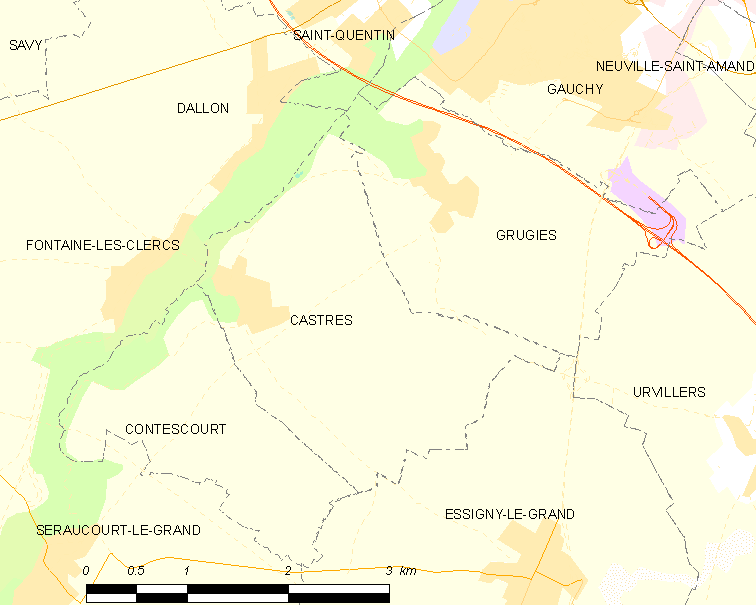
的OSM定位图

卡斯特尔的时区为UTC+01:00、UTC+02:00（夏令时）。

## 行政
卡斯特尔的邮政编码为02680，INSEE市镇编码为02142。

## 政治
卡斯特尔所属的省级选区为圣康坦第三县。

## 人口

1962-2008年间人口变化图示

卡斯特尔于2022年1月1日时的人口数量为247人。